# Radio Act of 1912
Radio Act of 1912 var en amerikansk federal lag, som infördes i USA:s kongress 1912 och gällde till 1927, då den ersattes av Radio Act of 1927. Enligt 1912 års lag krävdes att varje nystartad radiostation hade licens från USA:s federala statsmakt.